# Instant Mom
Instant Mom (Mamá Instantánea en Hispanoamérica) es una serie de televisión en formato sitcom para Nick@Nite, producida por Howard Michael Gould y protagonizada por Tia Mowry-Hardrict como la madrastra de los tres hijos de su esposo. Se estrenó el 29 de septiembre de 2013. La serie produjo mejores calificaciones de debut del bloque en la historia del canal. El 22 de noviembre de 2013, la serie fue renovada para una segunda temporada de 28 episodios.
La serie fue renovada para una tercera temporada el 9 de septiembre de 2014. Nickelodeon anuncio el 21 de octubre de 2015 que Instant Mom no se extendería más allá de su tercera temporada y terminaría su recorrido con 65 episodios producidos.

## Sinopsis
Instant Mom muestra la vida de Stephanie que tiene que bajar el tono drásticamente de su vida de licenciada cuando se casa con un hombre mayor, Charlie, que es padre de una adolescente y de dos niños pequeños. Stephanie tiene que aprender rápidamente a ser una madrastra a tiempo completo mientras intenta mantener su vida social activa.

## Elenco
- Tia Mowry-Hardrict como Stephanie Phillips.
- Michael Boatman como Charlie Phillips.
- Sheryl Lee Ralph como Maggie Turner.
- Sydney Park como Gabrielle "Gabby" Beatrice Phillips.
- Tylen Jacob Williams como James Phillips.
- Damarr Calhoun como Aaron Phillips.

## Producción
El 3 de agosto de 2012, Nickelodeon dio luz verde al nuevo proyecto de Nick@Nite llamado Instant Mom para grabar el episodio piloto. Tia Mowry-Hardrict, Duane Martin, Sheryl Lee Ralph, Sydney Park, Tylen Williams y Damarr Calhoun fue el elenco confirmado el 26 de noviembre de 2012. Michael Boatman fue el reemplazo de Duane Martin. Se anunció el  3 de abril de 2013, que Instant Mom fue elegida oficialmente para 13 episodios de la primera temporada al aire en NickMom a finales de 2013. Más tarde, el 19 de agosto de 2013, Nickelodeon confirmó siete episodios más para la temporada quedándose con 20 episodios totales.

## Episodios
| Temporadas | Temporadas | Episodios | Estreno original         | Estreno original        | Estreno en Latinoamérica | Estreno en Latinoamérica | Estreno en España   | Estreno en España    |
| Temporadas | Temporadas | Episodios | Inicio                   | Final                   | Inicio                   | Final                    | Inicio              | Final                |
| ---------- | ---------- | --------- | ------------------------ | ----------------------- | ------------------------ | ------------------------ | ------------------- | -------------------- |
|            | 1          | 23        | 29 de septiembre de 2013 | 12 de junio de 2014     | 15 de junio de 2015      | 3 de agosto de 2015      | 3 de marzo de 2017  | 25 de agosto de 2017 |
|            | 2          | 16        | 2 de octubre de 2014     | 3 de junio de 2015      | 22 de julio de 2015      | 28 de mayo de 2016       | 30 de junio de 2017 | No emitido           |
|            | 3          | 26        | 19 de septiembre de 2015 | 19 de diciembre de 2015 | 4 de junio de 2016       | 30 de diciembre de 2016  | No emitido          | No emitido           |

## Premios y nominaciones
| Año  | Premio                          | Categoría | Resultado |
| ---- | ------------------------------- | --------- | --------- |
| 2014 | 20th Annual NAMIC Vision Awards | Comedia   | Ganador   |
| 2015 | 21st Annual NAMIC Vision Awards | Comedia   | Nominado  |

## Recepción
Emily Ashby de Common Sense Media le dio al show 4 de 5 estrellas. Brian Lowry de Variety dijo que el show tiene un cierto parecido con Trophy Wife.